# Zlatno (powiat Zlaté Moravce)
Zlatno – wieś (obec) na Słowacji, w kraju nitrzańskim, w powiecie Zlaté Moravce.